# Приватний детектив (фільм)
«Приватний детектив» (фр. L'alpagueur) — французький фільм режисера Філіппа Лабро з Жаном-Полем Бельмондо у головній ролі, що вийшов 7 березня 1976 року.

## Сюжет
Детектив на прізвисько Мисливець (Жан-Поль Бельмондо) діє там, де звичайні методи правосуддя не працюють. До його таємних послуг вдаються сильні світу цього, коли поліціянти безсилі. На початку картини він допомагає розкрити таємну мережу продажу наркотиків. Тільки Мисливець може знешкодити небезпечного гангстера і серійного вбивцю на прізвисько Яструб (Бруно Кремер), який використовує молодих людей для пограбування банків і ювелірних магазинів та залишає ніяких слідів і прибирає своїх спільників.
В одній з таких справ спільник Яструба — Коста Вальдес дивом залишається живим, але, заляканий смертю, відмовляється давати будь-які показання. Мисливця підсаджують з ним в одну тюремну камеру і незабаром вони організовують «втечу». В ході втечі з корумпованої в'язниці Мисливець стикається з бандою злочинця Спітцера, що стояв за злочинною мережею наркоторгівлі, і йому вдається залишитися живим. Під час чергової розборки Вальдесу здається, що Мисливець загинув, він їде до Яструба, щоб убити його. Але Яструба не виявляється на місці, в підвалі його будинку Вальдес знаходить схованку зі вкраденими грошима і діамантами, які він намагається витягнути назовні, але несподівано господар будинку повертається й вбиває хлопця. Мисливець дізнався, що його «підопічного», до якого він звик і навіть здружився з ним, вбили, вирішує помститися за хлопця. Він виявляє те, що Яструб в звичайному житті працює бортпровідником на одній з авіаліній і купує місце в салон першого класу. В ході польоту Мисливець викликає бортпровідника і в короткій сутичці вбиває злочинця.

## У ролях
- Жан-Поль Бельмондо — Роже Піляр/Джонні Лефон/«Мисливець»
- Бруно Кремер — Яструб, Жільбер
- Жан Негроні — Спітцер
- Патрік Ф'єррі — Коста Вальдес
- Жан-П'єр Жоррі — Салічетті
- Віктор Гаррів'є — Дюмек
- Клод Броссе — Граньє
- Марсель Імхофф — епізод
- Моріс Озель — епізод
- Жак Дері — епізод
- Шарлі Кубессер'ян — епізод
- Марк Ламоль — епізод
- Франсіс Югер — комісар Гаварні
- Патріс Шаплен-Міді — співробітник банку
- Мітя Ланцманн — спільник «Ястреба»
- Мюріель Бельмондо — епізод
- Роже Бенаму — епізод
- Жан-Люк Бутте — епізод
- Рене Шато — епізод
- Мішель Делакруа — епізод
- Жак Дестоп — епізод
- Макс Дорія — епізод
- Франсуа Жермен — епізод
- Жан-Клод Магре — епізод
- Мішель Беррер — епізод

## Знімальна група
- Режисер — Філіпп Лабро
- Сценарій — Філіпп Лабро, Жак Ланзманн
- Продюсер — Жан-Поль Бельмондо
- Оператор — Жан Пензер
- Композитор — Мішель Коломб'є
- Художник — Бернар Евейн, Полетт Брейл
- Монтаж — Жан Равель